# نهر كيم
نهر كيم ( (بالروسية: Кемь)‏ (بالفنلندية: Kemijoki)‏ ) هو نهر يقع في جمهورية كاريليا، روسيا . ينبع من بحيرة كويتو السفلى ويتدفق عبر عدد من البحيرات ليصب في البحر الأبيض. تبلغ طوله 191 كيلومتر (119 ميل)، ومساحة حوض تصريفه 27,700 كيلومتر مربع (10,700 ميل2). تقع على ضفافه مجموعة من 5 محطات لتوليد الطاقة الكهرومائية. تقع بلدة كيم عند مصب نهر كيم. روافده هي نهر تشيركا-كيم ونهر أوختا ونهر كيبا ونهر شومبا.

## أنظر أيضا
- كيم (ينيسي)